# 益西彭措堪布
益西彭措堪布（英語：Khenpo Yeshe Phuntsok，1971年—），原籍四川省阿坝州壤塘县宗科乡。1978至1983年，圆满汉文小学课程后，着重学习藏文，1985年考入四川省藏文学校。1986年秋，来到色达喇荣五明佛学院圣地，师从大恩根本上师法王如意宝晋美彭措堪布，得受众多显教经论、密教续部窍诀等传承。自从被法王上师任命为堪布后，即担负起部分教务，培育藏族僧才长达九年。1996年起受法王委托致力于汉僧教学。
至今堪布仍常住学院教化四众弟子，倡导学修“菩提心”“般若”“净土”“道次第”“弥勒五论”等显密教法，创建了显密学会。其中包括修心班，道次第班，净土班，净土高级班，弥勒五论班，般若班，般若讲研班，导归极乐班，观修班。

## 出版书籍
- 《菩提道次第广论讲记》[6]
- Vajrasattva Meditation: An Illustrated Guide[7]